# Gare de Mosonszolnok
La gare de Mosonszolnok (en hongrois : Mosonszolnok vasútállomás) est une halte ferroviaire hongroise, située à Mosonszolnok.